# جوني كوانابو
جوني كوانابو راسو (بالإنجليزيَّة:Johhny Koanapo Rasou) هو سياسي فانواتي وعضو في برلمان فانواتو من دائرة تانَّا كعضو في فانواكو باتي. ينحدر من جزيرة تانَّا. كان وزيراً للمالية من أبريل 2020 إلى 2022، ومرة أخرى منذ سبتمبر 2023.